# آداچی یوشیکاگه
آداچی یوشیکاگه (به ژاپنی: 安達義景); متولد ۱۲۱۰ مرگ ۱۲۵۳، یک سامورایی در اواسط دوره کاماکورا و پسر ارشد گوکه‌نین) پرقدرت آداچی کاگه‌موری و پدر آداچی یاسوموری و همچنین پدر همسر اصلی شیکن هشتم هوجو توکیمونه، بنام کاکوساننی در شوگون‌سالاری کاماکورا در ژاپن بود.